# Sabina de Wurtemberg
Sabina de Wurtemberg (en alemán, Sabine von Württemberg; Montbéliard, 2 de julio de 1549-Rotenburg, 17 de agosto de 1581) fue una princesa de Wurtemberg por nacimiento y, por matrimonio, la primera landgravina de Hesse-Kassel.

## Biografía
Sabina fue la cuarta de los doce hijos del duque Cristóbal de Wurtemberg (1515-1568) de su matrimonio con Ana María (1526-1589), hija del margrave Jorge de Brandeburgo-Ansbach.
Se casó el 11 de febrero de 1566 en Marburgo con el landgrave Guillermo IV de Hesse-Kassel, cuyo hermano menor, Luis IV, landgrave de Hesse-Marburgo, ya estaba casado con la hermana mayor de Sabina, Eduviges. Sabina conoció a Guillermo cuando este negoció el matrimonio de Luis con su padre, el duque Cristóbal. Su boda fue celebrada lujosamente.
La landgravina se ocupó del bienestar del país y fundó la Farmacia Libre de la Corte en Kassel, la cual sirvió no sólo para suministrar a la corte sino también a toda la población de Kassel.
El matrimonio de Sabina y Guillermo ha sido descrito como feliz. Guillermo determinó en su primer testamento que, en el acontecimiento de su muerte, Sabina actuaría como regente del landgraviato para su hijo mayor, Mauricio. Sin embargo, ella falleció en 1581, antes que su marido, y en un testamento nuevo este declaró que su hijo Mauricio había llegado a la mayoría de edad.
Sabine fue enterrada en la Iglesia de San Martín, en Kassel.

## Descendencia
De su matrimonio, Sabina tuvo los siguientes hijos:
- Ana María (1567-1626), casada en 1589 con el conde Luis II de Nassau-Saarbrücken (1565-1627); con descendencia.
- Eduviges (1569-1644), casada en 1597 con el conde Ernesto de Schaumburg (1569-1622); sin descendencia.
- Inés (1569-1569).
- Sofía (1571-1616).
- Mauricio (1572-1632), landgrave de Hesse-Kassel. Casado en primeras nupcias en 1593 con la condesa Inés de Solms-Laubach (1578-1602), y en segundas nupcias en 1603 con la condesa Juliana de Nassau-Dillenburg (1587-1643); con descendencia de ambos matrimonios.
- Sabina (1573).
- Sidonia (1574-1575).
- Cristián (1575-1578).
- Isabel (1577-1578).
- Cristina (1578-1658), casada en 1598 con el duque Juan Ernesto II de Sajonia-Eisenach (1566-1638); sin descendencia.
- Julia (1581).